# Asociación de Fútbol de Serbia y Montenegro
La Asociación de Fútbol de Serbia y Montenegro (Serbio: Фудбалски авез Србије и Црне Горе / Fudbalski savez Srbije i Crne Gore o ФССЦГ / FSSCG) fue el organismo rector del fútbol en Serbia y Montenegro, con sede en Belgrado. Organizó la liga de fútbol, la selección nacional, el torneo así como las Ligas de Segunda de las dos repúblicas.
La FSSCG sustituyó a la Asociación de Fútbol de Yugoslavia, que fue fundada en 1919. Se ejecutó exactamente de la misma forma, pero cambió su nombre. En 2006, Montenegro optó por declarar su independencia, rompiendo así la unión con Serbia. Ambos países formaron nuevas asociaciones de fútbol en consecuencia:
- Asociación de Fútbol de Serbia
- Asociación de Fútbol de Montenegro

Serbia heredó el terreno de Serbia y Montenegro en la UEFA y la FIFA, mientras que Montenegro se convirtió en el miembro más reciente para unirse a las dos organizaciones.

## Jugadores famosos
- Predrag Mijatović
- Savo Milošević
- Siniša Mihajlović
- Perica Ognjenović
- Dragan Stojković
- Branko Brnović
- Dejan Savićević
- Dejan Govedarica
- Dejan Stanković
- Vladimir Jugović
- Slaviša Jokanović
- Aleksandar Kocic
- Ljubinko Drulović
- Albert Nadj
- Goran Djorovic
- Dragoje Leković
- Mateja Kežman
- Darko Kovačević
- Ivica Kralj
- Nisa Saveljic
- Miroslav Đukić
- Dragoslav Jevrić
- Zoran Mirkovic
- Ognjen Koroman
- Milan Dudić
- Nikola Žigić
- Danijel Ljuboja

## Logros
- 1998 - Octavos de final
- 2000 - Cuartos de final